# A mari usque ad mare

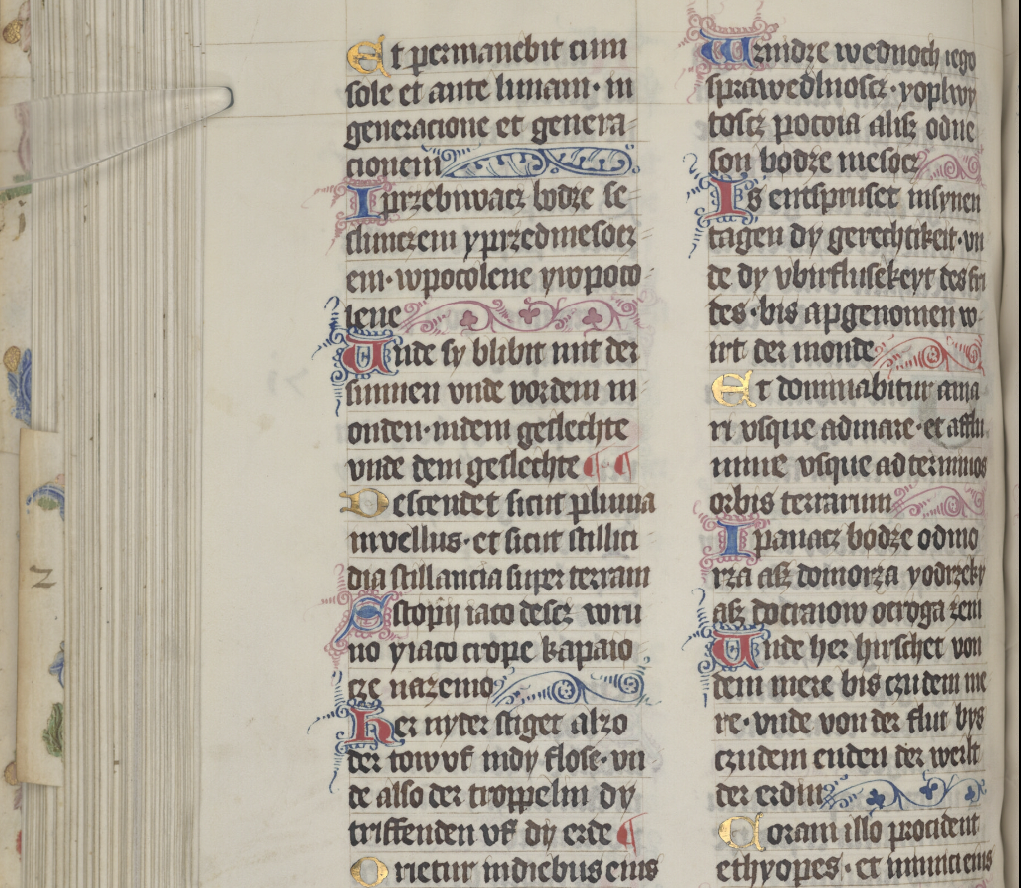
Psalm 72 w Psałterzu floriańskim. W połowie prawej kolumny wiersz 8

A mari usque ad mare (łac. od morza do morza) – łacińskie wyrażenie zaczerpnięte z psalmu 72,8:  Et dominabitur a mari usque ad mare et a flumine usque ad terminos orbis terrarum, w tłumaczeniu na polski: I panować będzie od morza do morza, od Rzeki aż po krańce ziemi.      

## Biblia
Psalm 72 jest ostatnim psalmem drugiej części Księgi Psalmów. Przypisany Salomonowi, opisuje królestwo Mesjasza, któremu będzie poddany cały świat. Jego panowanie będzie się rozciągało od morza do morza i będzie trwało wiecznie jak słońce, jak księżyc po wszystkie pokolenia. Będzie to czas zwycięstwa nad złem, miłosierdzia i obfitości.     

## Motto Kanady

Herb Kanady

Wyrażenie A mari usque ad mare jest dewizą Kanady. Nawiązuje do rozległego terytorium państwa, które rozciąga się od morza do morza - od Atlantyku po Pacyfik. Pierwsze odnotowane użycie tego zwrotu w kontekście Kanady wiąże się z osobą Samuela Leonarda Tilley. Ten polityk z Nowego Brunszwiku zaproponował użycie terminu dominion na określenie Kanady jako całości w uchwalonej w 1867 r. Ustawie o Brytyjskiej Ameryce Północnej (British North America Act). Geograficznie Kanada będzie się rozciągać od oceanu do oceanu dopiero od 1871 po przyłączeniu się do Konfederacji Kolumbii Brytyjskiej.     
Po raz kolejny a mari usque ad mare pojawia się w przepowiadaniu Georga Monro Granta, sekretarza Sandforda Fleminga i duchownego prezbiteriańskiego. W 1873 wydał książkę Ocean to Ocean będącą opisem jego podróży przez kraj.  Jego prawnuk Michael Ignatieff w swojej książce True patriot love: four generations in search of Canada sugeruje, że Grant używał tego zwrotu, wspierając narodowy wysiłek budowy Kanadyjskiej Kolei Pacyficznej.     
Po raz pierwszy oficjalnie motto zostało użyte w 1906 r. Wygrawerowano je na głowicy buławy Zgromadzenia Legislacyjnego nowo powstałej prowincji Saskatchewan. Tu prawdopodobnie poznał je Joseph Pope, ówczesny podsekretarz stanu. W 1919 został członkiem czteroosobowego komitetu powołanego przez rząd federalny w celu opracowania nowego projektu godła państwowego. Przyjęto jego propozycję motta, które zostało wkomponowane w godło. 21 kwietnia 1921 r. projekt został zatwierdzony przez Gabinet Ministrów, a 21 listopada przez króla Jerzego V w królewskiej proklamacji. W takiej formie jako część godła - motto możemy znaleźć dziś na oficjalnych dokumentach państwowych, banknotach czy okładce paszportu.     
W 2006 z okazji setnej rocznicy pierwszego oficjalnego użycia motta przywódcy trzech północnych terytoriów Kanady (Jukon, Terytoria Północno-Zachodnie i Nunavut) wezwali do jego zmiany, by uwzględnić trzeci akwen, z którym sąsiaduje Kanada - Ocean Arktyczny. Zasugerowano dwie wersje: A mari ad mare ad mare (od morza do morza do morza) i A mari usque ad maria (od morza do mórz). Choć do dziś (luty 2022) motto nie zostało zmienione, często jest używane w rozszerzonej formie w języku codziennym.

## Polska
O obecności dewizy a mari usque ad mare w Polsce możemy mówić w dwudziestoleciu międzywojennym. Przyjęła wówczas postać doktryny Międzymorza forsowanej przez Józefa Piłsudskiego. Współczesnym spadkobiercą tej idei jest międzynarodowa inicjatywa gospodarczo-polityczna Trójmorze.     

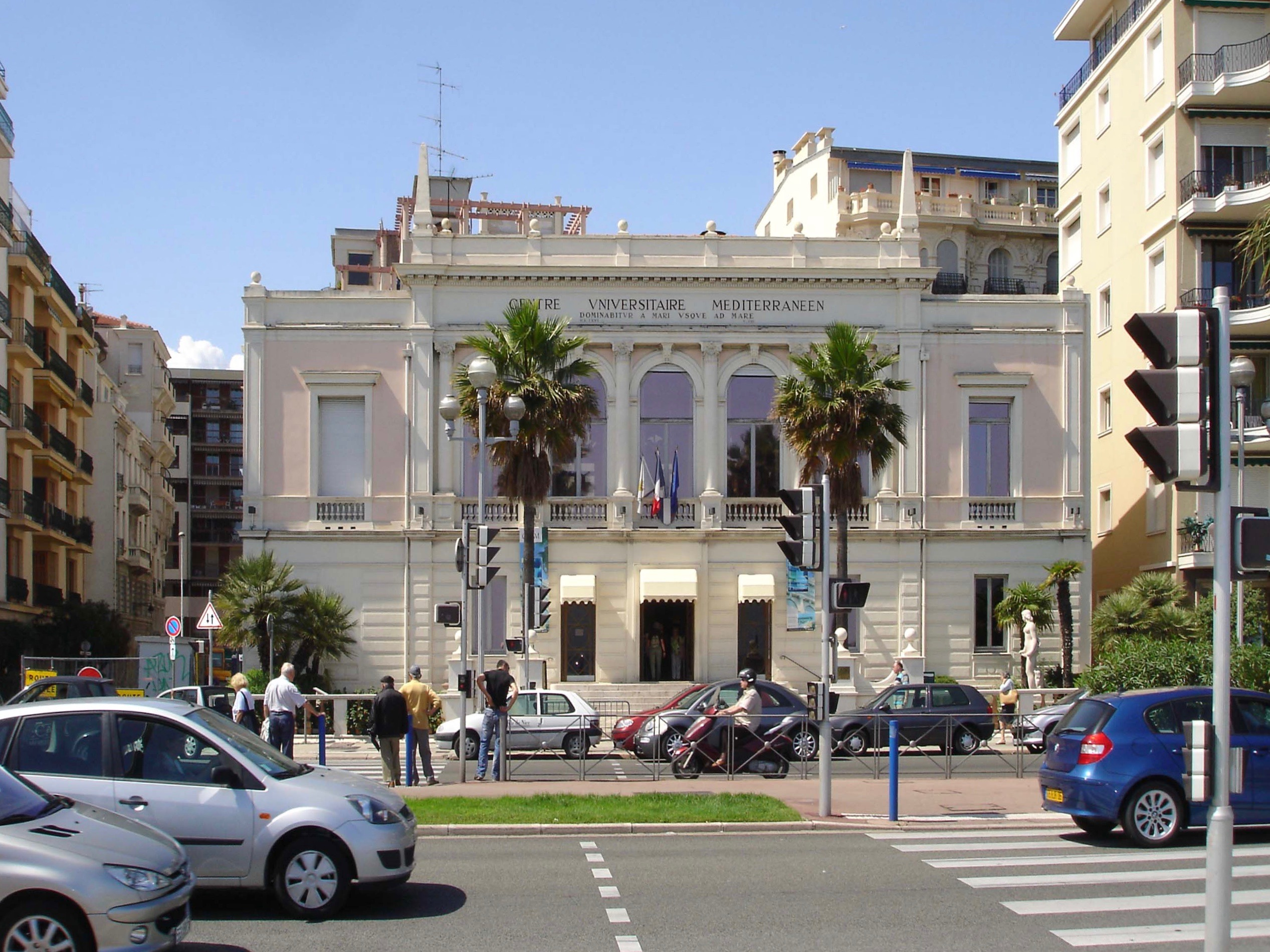
Fasada Uniwersytetu w Nicei

## Uniwersytet w Nicei
Na fasadzie Śródziemnomorskiego Centrum Uniwersyteckiego (Centre universitaire méditerranéen, CUM) widnieje inskrypcja DOMINABITVR A MARI VSQVE AD MARE.